# Westvoorne
51°53′24″B 4°03′59″Đ / 51,89°B 4,06639°Đ
Westvoorne (phát âmⓘ) là một đô thị ở đảo Voorne-Putten ở tỉnh Zuid-Holland, phía tây Hà Lan. Đô thị này có diện tích 97,52 km² (trong đó 44,06 km² mặt nước). Dân số là 14.265 năm 2004.
Đô thị Westvoorne được lập ngày 1 tháng 1 năm 1980, thông qua việc sáp nhập các đô thị Oostvoorne và Rockanje . Các trung tâm dân số gồm Oostvoorne,  Rockanje, và Tinte.